# Juliusz Ligoń

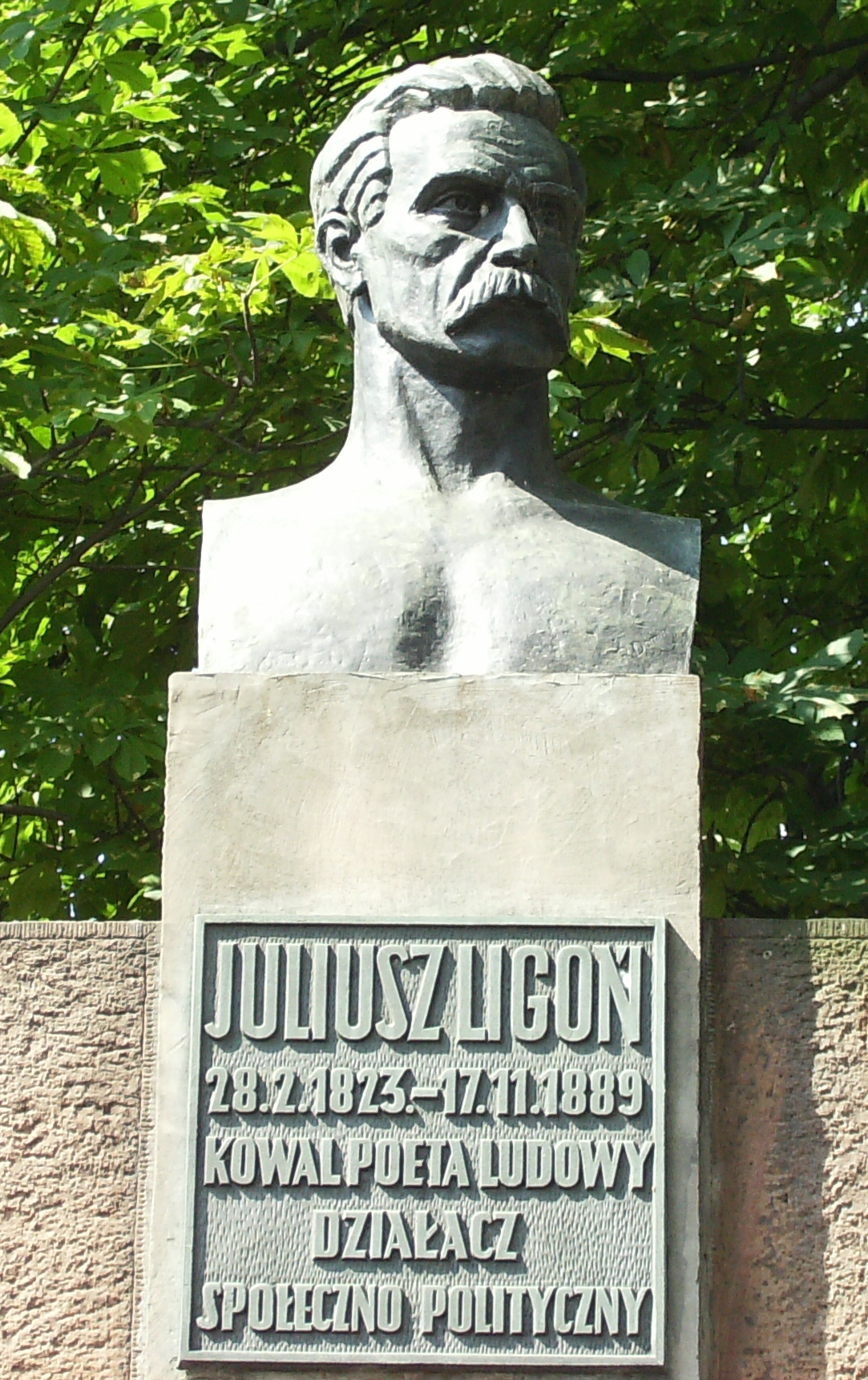
Popiersie nad grobem Juliusza Ligonia w Chorzowie dłuta Rajnholda Domina

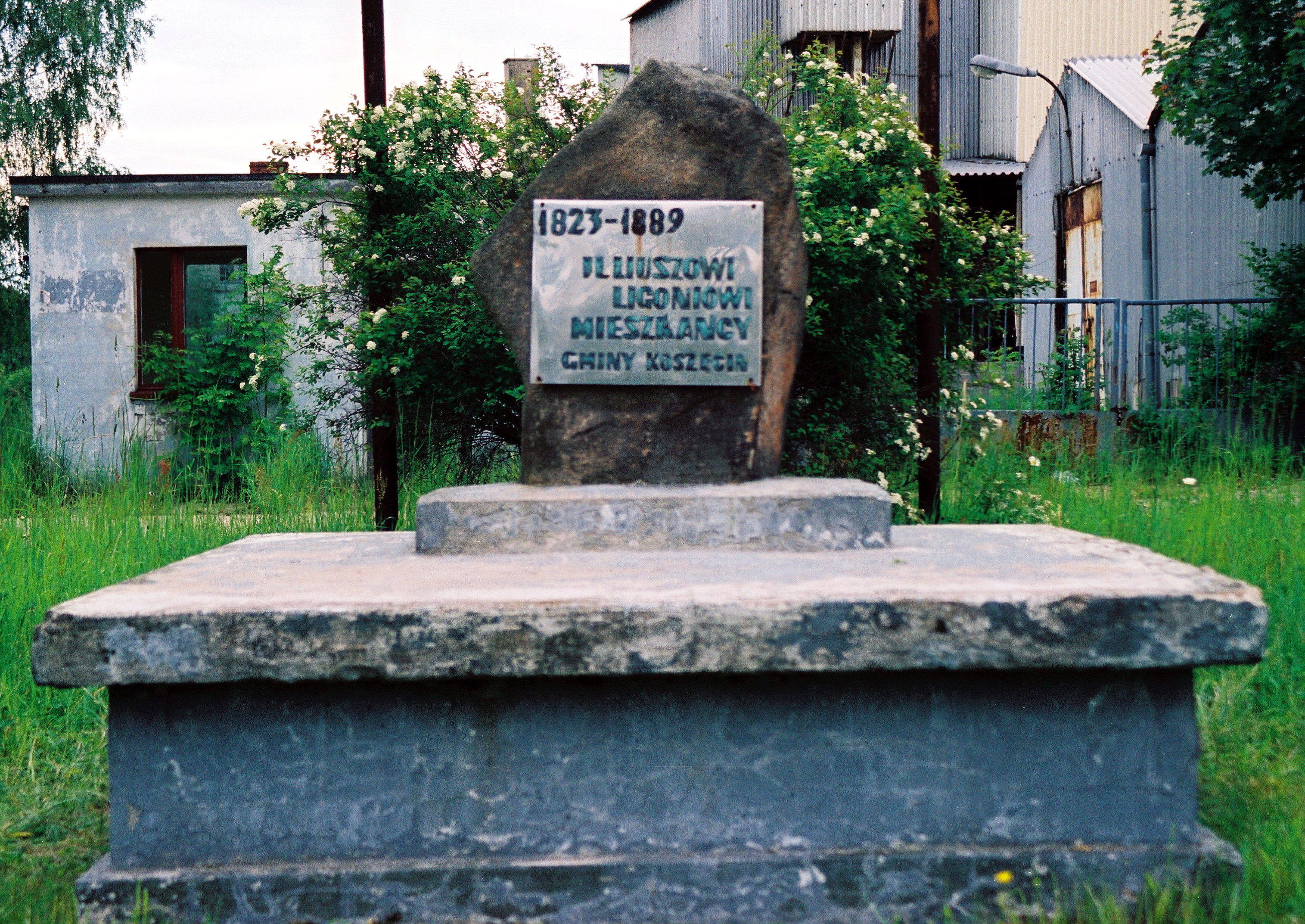
Pomnik poświęcony Juliuszowi Ligoniowi w Prądach

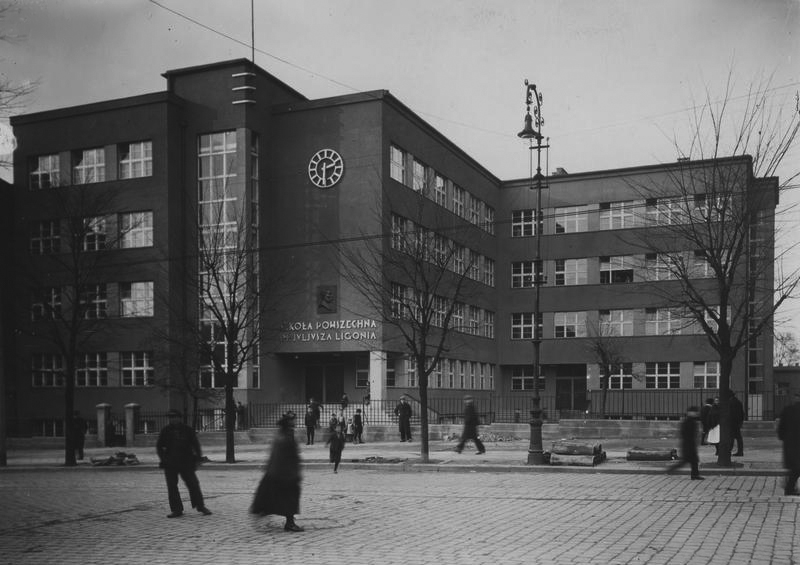
Przedwojenna Szkoła powszechna im. Juliusza Ligonia w Chorzowie

Juliusz Ligoń (ur. 22 lutego 1823 w Prądach, zm. 17 listopada 1889 w Królewskiej Hucie) – polski działacz społeczny Górnego Śląska, śląski poeta ludowy, publicysta, dziadek Stanisława Ligonia.

## Rodzina
Juliusz Ligoń urodził się w rodzinie kowala w folwarku księcia Adolfa Hohenlohe-Ingelfingen w Prądach (obecnie gmina Koszęcin). Synami Juliusza byli: poeta Jan Ligoń oraz dziennikarz Adolf Ligoń, a wnukiem pisarz Stanisław Ligoń.

## Życiorys
Juliusz Ligoń szkołę ukończył w Strzebiniu, lecz później kształcił się samodzielnie i był samoukiem. Pracował jako kowal w ojcowskiej kuźni. Jako osiemnastolatek przeprowadził się za lepiej płatną pracą do Królewskiej Huty (obecnie Chorzów), gdzie został kowalem hutniczym. Tam też działał w abstynenckim Towarzystwie Wstrzemięźliwości, założonym przez propagującego trzeźwość księdza Alojzego Ficka z Piekar. W roku 1848 gdy Śląsk dotknęła klęska głodu, Juliusz Ligoń zorganizował polską pomoc charytatywną dla poszkodowanych. Następnie założył „Komitet pomocy polskiej” oraz „Polskie Konsum”, które można określić jako pierwszą organizację o charakterze spółdzielczym.
W roku 1851 został zwolniony z pracy, co zmusiło go do przeniesienia się do huty „Andrzej” w Zawadzkiem, gdzie ze swoją żoną zamieszkał przy ul. Wajdy. Kilka lat później, w roku 1858 założył „Kółko Czytelnicze”, przekształcone następnie w Bibliotekę Ludową. Była to pierwsza polska biblioteka na Górnym Śląsku. Prenumerował i kolportował wszystkie polskie czasopisma, jakie były wówczas wydawane w państwie pruskim – Wielkopolanina”, „Przyjaciela Ludu”, „Gwiazdkę Cieszyńską” i „Gazetę Górnośląską”. Tego roku opublikował w „Gwiazdce Cieszyńskiej” (nr 25), swój wiersz, mający charakter listu otwartego pt. „Kilka słów do pisarzy polskich i ludu”. Wierszem tym propagował upowszechnienie czytelnictwa wśród Ślązaków.
W roku 1869 został sekretarzem, założonego wraz z działaczami pomorskimi i poznańskimi polskiego „Towarzystwa Pożyczkowego”, umożliwiającego polskim robotnikom uzyskanie niewielkich pożyczek, ale także mające przeciwdziałać germanizacji. W 1870 roku ponownie został zwolniony z pracy w hucie za szerzenie „antyniemieckiej propagandy”. Po utracie pracy powrócił do Królewskiej Huty (obecnie Chorzów). Działał w założonym przez Karola Miarkę w „Kółku Polskim” (zwanym także „Kółkiem Towarzyskim”), kierowanym następnie przez Franciszka Chłapowskiego. Był sekretarzem, bibliotekarzem, a następnie wiceprezesem tego „Kółka”.
W kwietniu 1875 roku policja przeprowadziła w jego mieszkaniu brutalna rewizję, konfiskując książki, materiały literackie, papier listowy. W jego obronie wystąpiła prasa polska; m.in. w „Kurierze Poznańskim” (nr 94) opublikowano jego relację z przebiegu rewizji. Relacja została przedrukowana przez wiele gazet, w tym także w niemieckiej „Germanii”, wydawanej w Berlinie. Po procesie prasowym, Juliusza Ligonia skazano jeszcze na sto marek grzywny.
W 1877 roku uległ wypadkowi, co stało się wygodnym pretekstem do zwolnienia go z pracy. Przez blisko dziesięć lat procesował się o odszkodowanie z tytułu wypadku z Kasą Bracką (Knappschaftsverein), wygrywając w 1883 roku ten proces, zwłaszcza dzięki wsparciu Franciszka Chłapowskiego.
W 1879 roku wraz z braćmi Przyniczyńskimi założył katolicką organizacji zawodowej robotników – Towarzystwa Wzajemnej Pomocy w Królewskiej Hucie (obecnie Chorzów) oraz quasi-spółdzielczego polskiego „Konsumu”.
Przez całe życie był szykanowany za swoją propolską działalność, nie mógł podjąć stałej pracy zarobkowej, skonfiskowano mu jego biblioteczkę, przeprowadzano często rewizje i nakładano wysokie kary finansowe, przez co żył w wielkiej biedzie razem z żoną i sześciorgiem dzieci.
Zmarł po ciężkiej chorobie 17 listopada 1889 roku. Grób Juliusza Ligonia znajduje się w Chorzowie na cmentarzu parafii pw. św. Barbary. Nieopodal miejsca pochówku znajduje się II Liceum Ogólnokształcące w Chorzowie jego imienia.

## Działalność publicystyczna
Zajmował się działalnością publicystyczną i pisał artykuły do polskojęzycznej prasy. Jego pierwszy wiersz został opublikowany w „Gwiazdce Cieszyńskiej” 19 czerwca 1858 roku. Współpracował również z wieloma innymi pismami jak chełmińskim „Przyjacielem Ludu”, lwowskim „Dzwonkiem”, „Katolikiem” oraz „Gazetą Górnośląską”. W latach 1868–1872 współpracował z czasopismem Zwiastun Górnośląski wydawanym w języku polskim w Piekarach Śląskich.

## Twórczość pisarska
Wzorem Józefa Lompy napisał cykl 15 dialogowych gawęd o polskim Śląsku, które zyskały spora popularność. Opublikowano je pierwotnie w 1878 oraz 1879 w „Gazecie Górnośląskiej”, pod tytułem „O dawnych czasach Górnego Śląska, czyli Pogadanki wieczorne pomiędzy nauczycielem, obywatelem i górnikiem”. Ponownie opublikowane zostały w trzech rocznikach „Kalendarza Górnośląskiego”, wydanego przez „Katolika” w Królewskiej Hucie (obecnie Chorzów) w 1883, 1884 oraz 1885 roku. Od 1877 roku publikował także sztuki dla amatorskiego teatru ludowego; pomagał w ich wystawianiu na deskach teatru ludowego.Ich przesłanie moralizatorskie sprawiało, że cieszyły się one uznaniem publiczności.
W 1874 roku opublikował dialog wierszowany pt. „Walka Smutku z Pociechą w sercu chorego człowieka, czyli Myśli duszy mogące służyć ku pokrzepieniu w każdym utrapieniu”. W 1877 roku ks. Franciszek Przyniczyński opublikował tomik wierszy „Piosenki zabawne”, których autorstwo (lub przynajmniej współautorstwo) przypisywane są Juliuszowi Ligoniowi. W 1919 roku ukazał się drugi tomik wierszy, zatytułowany „Iskra miłości z Górnego Śląska, czyli Odłamek śpiewu historyczno-narodowego”. W zbiorach Archiwum Kurii Diecezjalnej w Katowicach znajduje się przygotowany do druku zbiór 61 wierszy, które nie zostały dotąd opublikowane.
Był wszechstronnym pisarzem i oprócz poezji uprawiał również twórczość dramatyczną, pisał opowiadania oraz dialogowane gawędy. Obok Karola Miarki uznaje się go za współtwórcę regionalnego dramatu ludowego na Górnym Śląsku. W utworach łączył elementy oświatowo-dydaktyczne z patriotyzmem i przesłaniem moralnym. Był przeciwnikiem germanizacji oraz zwolennikiem jedności różnych historycznych regionów Polski.
Kaszubi, Staroprusacy, Mazury i Warszawiacy,

Wielkopolanie, Ślązacy – wszyscyśmy bracia Polacy

I dalej pod Karpatami – też jednym duchem tchną z nami,

Na Litwie i Królewiacy – wszyscyśmy jedno rodacy.

## Dorobek autora

### Sztuki teatralne
- Los sieroty z 1882 r. publikowana w „Katoliku”,
- Dobry syn z 1882 r. publikowana w „Katoliku”,
- Błogosławieństwo matki
- Nawrócony
- Prawda zwycięża

### Inne
- Piosnki zabawne – zbiór z 1877 r.,
- Obrona Wiednia, czyli niemieckiego państwa i chrześcijaństwa przez króla polskiego 14 września 1863 – poemat z 1883 r. dostępny online na stronach Polskiej Biblioteki Internetowej[8],
- Iskra miłości z Górnego Śląska – pośmiertnie 1919 r. dostępna online w Polonie[9].

## Upamiętnienie
- W przedwojennym Chorzowie wybudowano szkołę powszechną im. Juliusza Ligonia.
- W Strzebiniu wybudowano szkołę powszechna im. Juliusza Ligonia
- W Kaletach-Miotku od 1950 r. istnieje Szkoła Podstawowa im. Juliusza Ligonia[10]
- W Prądach znajduje się pomnik poświęcony Juliuszowi Ligoniowi.
- Od 1963 r. przyznawana jest Śląska Nagroda im. Juliusza Ligonia. Jej fundatorem jest Katolickie Stowarzyszenie "Civitas Christiana"
- W Turzy Śląskiej znajduje się ulica Juliusza Ligonia[11].
- Szkoła Podstawowa nr 48 im. Juliusza Ligonia w Katowicach[12]